# For the Cause
Pour plus de détails, voir Fiche technique et Distribution.
For the Cause est un film muet américain réalisé par Thomas H. Ince et Francis Ford, sorti en 1912.

## Synopsis
Un soldat confédéré se sacrifie pour sauver son rival en amour...

## Fiche technique
- Titre : For the Cause
- Réalisation : Thomas H. Ince, Francis Ford
- Scénario :
- Photographie :
- Montage :
- Producteur : Thomas H. Ince
- Société de production : Kay-Bee Pictures
- Société de distribution : Mutual Film
- Pays de production :  États-Unis
- Langue : film muet avec les intertitres en anglais
- Métrage 600 mètres
- Format : Noir et blanc — 35 mm — 1,33:1 — Muet
- Genre : Film dramatique
- Durée : 20 minutes
- Date de sortie : 
  - États-Unis : 6 décembre 1912

## Distribution
- Richard Stanton : Harry
- Ray Myers : Jack
- Helen Case
- Harold Lockwood
- Jean Hathaway
- Shorty Hamilton
- Bud Osborne
- Winnie Baldwin : Helen